# Festival Internacional de Poesía de Granada (Nicaragua)
Festival Internacional de Poesía de Granada es un evento cultural dedicado a la poesía celebrado anualmente a mediados de febrero en la ciudad de Granada, Nicaragua desde el año 2005 y que reúne durante una semana a decenas de reconocidos poetas provenientes de todo el mundo. 
El festival se desarrolla en lugares emblemáticos de la ciudad como parques y plazas públicas, atrios de iglesias, la antigua estación de trenes y el malecón a orillas del Gran Lago de Nicaragua.

## El Festival: Encuentro con la música y la danza
Los recitales nocturnos culminan con conciertos y espectáculos de danza, con fiestas y encuentros cálidos. El Festival incluye además en su agenda lecturas de poetas aficionados en micrófono abierto, talleres literarios para jóvenes poetas y escritores, mesas redondas y paneles literarios, exposiciones de artes plásticas, ferias de libros y artesanías, y otras actividades culturales.

## El Festival: su huella en la ciudad
Desde su inicio, el Festival se propuso contribuir al embellecimiento de la ciudad de Granada. Con la colaboración de la municipalidad, se nombró uno de sus parques principales con el nombre de Parque de la Poesía. Cada año, en este parque y en el marco del Festival, se develan nuevas esculturas dedicadas a los más relevantes poetas nicaragüenses. El joven escultor austríaco, Johannes Kranz, ha sido el autor de una serie de originales representaciones-homenaje a los poetas que el festival ha celebrado especialmente, dedicando a sus obras las distintas ediciones del mismo.

## Nominado al Premio Príncipe de Asturias de la Concordia 2012
Desde que se anunció en la inauguración del VIII Festival, que este había sido nominado para optar al Premio Príncipe de Asturias de la Concordia, poetas de todo el mundo, además de grandes escritores de fama internacional, se han unido para dar su respaldo a la candidatura del Festival. El Festival también ha recibido de manera unánime, el respaldo de la Asamblea Nacional de Nicaragua, del Parlamento centroamericano (PARLACEN), del Consejo Superior de la Iniciativa Privada, y del Centro Nicaragüense de Escritores.
Existe un enorme entusiasmo en el país por la posibilidad de que el Festival que durante ocho años en sus sucesivas ediciones, se ha convertido en el evento cultural más importante de Nicaragua, de la región centroamericana y el más lucido en América Latina, obtenga este galardón como reconocimiento a su labor en pro de la paz, la belleza y la concordia entre los pueblos.

## Festival Internacional de Poesía Granada VIII Edición 2013
| País                            | Invitados |
| ------------------------------- | --- |
| Nicaragua                       | Ernesto Cardenal, Francisco de Asís Fernández, Gioconda Belli, Nicasio Urbina, Blanca Castellón, Claribel Alegría, Pedro Xavier Solís, Isolda Hurtado, Fernando A. Silva, Fernando López, Luz Marina Acosta, Edwin Yllescas, Iván Uriarte, Anastasio Lovo, Héctor Avellán, Vida Luz Meneses, Débora Rob, Álvaro Rivas, Carlos Castro J., Raúl Xavier García, Alejandro Bravo, Christian Santos, Álvaro Gutiérrez, Jorge Eduardo Arellano, Franklin Caldera, Silvio Ambroggi, Santiago Molina, Martha Leonor González, Erick Aguirre, Marina Moncada, Luis Vega Miranda, Yelba Clarisa Berríos, Yahoska Tijerino, Jorge Eduardo Argüello, Daniel Ulloa, Rafael Mitre, Álvaro Gutiérrez, María Esperanza Morales, Mario Martz, Erick Blandón, Ninozka Chacón, Madeline Mendieta, David Mcfields. |
| Panamá                          | Lil María Herrera, Gorka Lasa |
| Honduras                        | Mayra Oyuela, Livio Ramírez Lozano |
| Grecia                          | Kostas Vrachnos, Christos Tsiamis |
| Guatemala                       | Regina José Galindo, Armando Rivera, Carmen Lucía Alvarado, |
| El Salvador                     | René Figueroa, Krisma Mancía |
| Costa Rica                      | Julieta Dobles, Camila Schumacher, Sebastián Miranda, Carlos Morera |
| Nueva Zelanda                   | Isha Wagner |
| Australia                       | Bronwyin Lea |
| Japón                           | Kae Morii |
| Israel                          | Tal Nitzan |
| Filipinas                       | Krip Yuson |
| Corea del Sur                   | Cecilia Son |
| China                           | Mindy Zhang |
| India                           | Sudeep Sen |
| Bangladés                       | Hayat Saif |
| Senegal                         | Sara Carrere |
| Marruecos                       | Mohamed Ahmed Bennis |
| Egipto                          | Ahmad Al Shahawy, Iman Mersal |
| República Democrática del Congo | Kama Sywor Kamanda |
| Argelia                         | Samira Negrouche |
| Ucrania                         | Vasyl Makhno |
| Malasia                         | Ahamad Khamal Abdullah |
| Palestina                       | Isam Alsadi |
| Alemania                        | Ron Winkler |
| Austria                         | Ann Cotten |
| Escocia                         | Tom Pow |
| España                          | Raquel Lanseros, Yolanda Castaños, Ajo Micropoetisa |
| Eslovenia                       | Brane Mozetič |
| Finlandia                       | Catharina Gripenberg |
| Francia                         | Laure Cambau |
| Gales                           | Richard Gwyn |
| Países Bajos                    | Sasja Janssen |
| Inglaterra                      | Rowena Hill |
| Italia                          | Elio Pecora |
| Irlanda                         | Desmond Egan |
| Macedonia del Norte             | Nikola Madzirov |
| Noruega                         | Kristi Blom |
| Portugal                        | Ana Luisa Amaral |
| Suecia                          | Daniel Boyacioglu |
| Cuba                            | Manuel García Verdecia, Achy Obejas |
| Haití                           | Robert Berrouet Oriol |
| Jamaica                         | Opal Palmer Adisa |
| Puerto Rico                     | Madeline Milán |
| República Dominicana            | Frank Báez, José Bobadilla |
| Santa Lucía                     | Derek Walcott (Premio Nobel de Literatura 1992) |
| Estados Unidos                  | Robert Pinsky, Luis Alberto Ambroggio, Carolyn Forche, Scott Cunningham |
| Canadá                          | Carole David |
| Suiza                           | Fabiano Alborghetti |
| México                          | Sergio Mondragón, Homero Aridjis |
| Argentina                       | Jorge Isaías, Paulina Vinderman |
| Brasil                          | Vivianne de Santana Paulo |
| Bolivia                         | Vilma Tapia |
| Chile                           | Reynaldo Lacamara |
| Colombia                        | Myryam Montoya, Andrea Cote Botero, John Gálan |
| Ecuador                         | Aleyda Quevedo, Edwin Madrid, María Fernanda Espinoza |
| Perú                            | Eduardo Chirinos |
| Paraguay                        | Rene Ferrer |
| Uruguay                         | Paula Einoder |
| Venezuela                       | Luis Gerardo Carballo |

## Festivales efectuados
- I Festival Internacional de Poesía de Granada 2005  en Homenaje a Joaquín Pasos y a los ochenta años de Ernesto Cardenal. Participaron 80 poetas de más de 30 países, incluyendo Nicaragua.
- II Festival Internacional de Poesía de Granada 2006 en Homenaje a José Coronel Urtecho, y en conmemoración de los 150 años del incendio de Granada por los filibusteros. Participaron 90 poetas de 33 países.
- III Festival Internacional de Poesía de Granada 2007 en Homenaje a Pablo Antonio Cuadra para cerrar el triángulo virtuoso del Movimiento de Vanguardia en la poesía nicaragüense, y en saludo el centenario del Poeta Manolo Cuadra y los 80 años del Poeta Fernando Silva. Participaron 100 poetas de 45 países.
- IV Festival Internacional de Poesía de Granada 2008 en Homenaje a Salomón de la Selva. Participaron 100 poetas de 48 países del mundo.
- V Festival Internacional de Poesía de Granada 2009 en Homenaje a Alfonso Cortés. Participaron 150 poetas de 50 países del mundo.
- VI Festival Internacional de Poesía de Granada 2010 en Homenaje a Azarías H. Pallais. Participaron 110 poetas de 70 países del mundo.
- VII Festival Internacional de Poesía de Granada 2011 en Homenaje a Claribel Alegría.[1] Participaron 127 poetas de 48 países del mundo.
- VIII Festival Internacional de Poesía de Granada 2012 en Homenaje a Carlos Martínez Rivas y saludo a los cien años del natalicio del poeta Pablo Antonio Cuadra.
- IX Festival Internacional de Poesía de Granada 2013 en Homenaje a Ernesto Cardenal.
- X Festival Internacional de Poesía de Granada 2014 En homenaje al gran poeta Rubén Darío Príncipe de las Letras Castellanas y en conmemoración al Centenario del nacimiento del poeta Joaquín Pasos “Por la Integración Centroamericana”.
- XIII Festival Internacional de Poesía de Granada 2017 En homenaje del poeta Manolo Cuadra y Roque Dalton.
- XIV Festival Internacional de Poesía de Granada 2018 En homenaje a los poetas Fernando Silva (Nicaragua 1927-2016) y Roberto Soza (Honduras 1930-2011), con la participación de más de 130 poetas de diferentes países del mundo, el evento se desarrolló durante la semana del 11 al 18 de febrero del 2018, bajo el lema  "la poesía es un camino como un pequeño silbo de un pájaro que vuela" verso de Poeta Fernando Silva .

Estos festivales han retomado tanta fuerza y han marcado tal importancia mundial que en el VIII festival Internacional de poesía de Granada 2012, tal festival ha sido nominado al Premio Príncipe de Asturias de la Concordia 2012, segundo premio de importancia después del Premio Nobel.

## Participantes destacados
Entre los poetas que participaron desde 2005 se encuentran:
- Álvaro Rivas
- Ana Istarú
- Anastasio Lovo
- Andrea Stift
- Anne Waldman
- Antonio Carlos Secchin
- Antonio Preciado
- Arabella Salaverry
- Arjen Duinker
- Blake Schmidt
- Blanca Castellón
- C. K. Stead

- Álvaro Rivas
- Ana Ilce Gómez
- Ana Istarú
- Anastasio Lovo
- Andrea Stift
- Anne Waldman
- Antonio Carlos Secchin
- Antonio Preciado
- Arabella Salaverry
- Arjen Duinker
- Blake Schmidt
- Blanca Castellón
- C. K. Stead

- Álvaro Rivas
- Ana Istarú
- Anastasio Lovo
- Andrea Stift
- Anne Waldman
- Antonio Carlos Secchin
- Antonio Preciado
- Arabella Salaverry
- Arjen Duinker
- Blake Schmidt
- Blanca Castellón
- C. K. Stead
- Claribel Alegría
- Álvaro Rivas
- Ana Ilce Gómez
- Ana Istarú
- Anastasio Lovo
- Andrea Stift
- Anne Waldman
- Antonio Carlos Secchin
- Antonio Preciado
- Arabella Salaverry
- Arjen Duinker
- Blake Schmidt
- Blanca Castellón
- C. K. Stead
- David Howard
- Derek Walcott
- Dieter Stadler
- Eduardo Chirinos
- Ernesto Cardenal
- Gioconda Belli
- Gloria Gabuardi
- Lorena Wolfman
- Marta Leonor González
- Yevgueni Yevtushenko
- Francisco de Asís Fernández
- Yolanda Rossman

## Junta Directiva
La junta directiva del festival la dirige el: 
- Presidente Honorario:

José Adán Aguerri
- Presidente:

Francisco de Asís Fernández Arellano
- Vice-Presidentes:

Nicasio Urbina Guerrero, Gioconda Belli, Luz Marina Acosta.
- Secretaría Ejecutiva:

Fernando López G., Fundación Casa de los tres mundos, Gloria Gabuardi Ibarra, Asociación Nicaragüense de Escritores.
- Tesoreros:

Pedro Xavier Solís
Anatasio Lovo
- Vocales:

Blanca Castellón, Ing. Benjamín Lugo, Álvaro Rivas, Humberto Avilés .
- Fiscal:

Dieter Stadler
- Consejo Asesor:

Dieter Stadler, Sergio Ramírez Mercado, Carlos Tunnerman Bernnheim, Luis Rocha Urtecho,
Marcela Sevilla Sacasa, Gabriel Pasos Wolf, Anita Chamorro de Hollman, Daysi Zamora, Marta Leonor González, 
George Evans, Rene González Mejía.
- Miembros del Comité Organizador:
  - Melvin Wallace
  - Carlos Cuadra Publicidad
  - Salomón Alarcón
  - Arnulfo Agüero
  - Carlos Alemán Rivas
  - Antonio Zíniga
  - Carol Bendaña
  - Silvia Zúniga
  - Silvio Ambrogi
  - Luis Rocha
  - Sergio Espinoza

- Feria del Libro

Luz Marina Acosta.

## Cancelación del Festival
El Gobierno de Nicaragua, a través de la Asamblea Nacional, canceló un total de 19 Organizaciones sin Fines de Lucro (ONG), entre estas la Fundación Festival Internacional de Poesía de Granada, que la imposibilita organizar este festival cultural de Granada